# Ла-Рошель-9
Ла-Рошель 9-й кантон (фр. Canton de La Rochelle-9) — кантон во Франции, находится в регионе Пуату — Шаранта. Департамент кантона — Шаранта Приморская. Входит в состав округа Ла-Рошель. Население кантона на 2006 год составляло 17 206 человек.
Код INSEE кантона 1750. Всего в кантон Ла-Рошель 9-й кантон входят 4 коммуны, из них главной коммуной является Ла-Рошель.

## Коммуны кантона
- Л'Умо — население на 2006 год составляло 2129 человек.
- Лагор
- Ньёль-сюр-Мер
- Ла-Рошель